# Ivo Radovniković
Ivo Radovniković (Spalato, 9 febbraio 1918 – Spalato, 27 ottobre 1977) è stato un calciatore e allenatore di calcio jugoslavo, di ruolo centrocampista.

## Palmarès

### Giocatore

#### Competizioni nazionali
- Campionato jugoslavo: 2

Hajduk Spalato: 1950, 1952
- Campionato croato: 1

Hajduk Spalato: 1940-1941